# Enrico VII di Waldeck
Enrico VII di Waldeck (prima del 1395 – dopo il 30 aprile 1442) fu conte di Waldeck dal 1397 fino alla sua morte e in molte occasioni funse da balivo per l'Elettorato di Magonza in Alta e Bassa Assia.

## Biografia
Egli era il secondo figlio del conte Enrico VI di Waldeck e di Elisabetta di Berg.
Enrico VII era considerato un uomo bellicoso: ancora prima di salire al trono egli attaccò il Principato vescovile di Paderborn; venne accusato inoltre di aver distrutto la città e il castello di Blankenrode. Nel 1395 egli venne costretto a giurare che non avrebbe mai più invaso Paderborn e la Contea di Waldeck dovette cedere al vescovado la propria quota di possesso della città e castello di Liebenau.
Alla morte del padre, la contea venne suddivisa tra Enrico ed il fratello maggiore Adolfo III. Adolfo fondò la linea maggiore di Waldeck-Landau, mentre Enrico originò la linea di Waldeck-Waldeck, prendendo residenza nel castello di Waldeck.
Nel 1399 Enrico VII venne nominato balivo dei distretti di Fritzlar, Hofgeismar, Battenberg, Rosenthal, Elenhog e Wetter dell'Elettorato di Magonza; questi incarichi diedero ad Enrico un notevole potere, tanto che egli lo valutò sufficiente per permettersi di rompere l'alleanza con il Langraviato d'Assia. Nel 1400, a Whitsuntide, egli mosse le sue truppe contro Kassel, capitale assiana: non riuscì a prendere la città, ma diede alla fiamme numerosi villaggi nei dintorni. Nel 1404 perse gli incarichi e li riottenne, temporaneamente, nel 1406. Nel 1410 venne nominato nuovamente balivo nell'Alta e Bassa Assia, cosa che non gli impedì di attaccare nuovamente il langraviato, distruggendo la città di Kirchbain, fatto che indusse il langravio Ermanno II a persuadere l'arcivescovo di Magonza, Giovanni II di Nassau-Dillenburg, a sollevare Enrico VII dai suoi incarichi. La pace venne ripristinata nel 1420, con la firma di un trattato di pace tra il langravio Luigi I ed Enrico VII che durò fino alla morte di quest'ultimo.
Il 5 giugno 1400 Enrico VII ed i suoi uomini, tra cui Federico di Hertingshausen e Corrado di Falkenberg, attaccarono il duca Federico I di Brunswick-Wolffenbüttel a Kleinenglis, a sud di Fritzlar. Ne seguì una feroce battaglia nella quale il Duca perse la vita; egli era sulla via di ritorno a casa da un congresso di principi tenutosi a Francoforte, durante il quale era stato deposto il re Venceslao. Federico I di Brunswick-Wolffenbüttel riteneva di avere delle buone possibilità di venir eletto re di Germania al posto di Venceslao, ma l'arcivescovo Giovanni II di Magonza sosteneva la candidatura di Roberto, elettore palatino. Il neoeletto Roberto fece avviare un'indagine sull'attacco al duca Federico I ed Enrico venne riconosciuto colpevole ed obbligato a costruire un altare nella chiesa di San Pietro a Fritzlar, sovvenzionando la recita perenne di messe in requiem del defunto.
Enrico ebbe delle dispute, alcune anche violente, con il fratello Adolfo. Nel 1421 essi posero fine alle loro dispute arrivando a confermare in via definitiva la suddivisione della contea ereditata dal padre. Concordarono inoltre che nessuno dei due avrebbe potuto ipotecare o vendere parti della contea senza il consenso dell'altro; gli atti che riguardavano entrambe le parti avrebbero dovuto essere depositati in un archivio comune presso il castello di Waldeck. I feudi immediati imperiali sarebbero tornati possedimento comune e le dispute future avrebbero dovuto essere risolte di fronte ai castellani e consigli cittadini.
Enrico VII di Waldeck avviò numerose faide con altre famiglie nobili della zona, tra cui i Signori di Padberg e la Lega di Bengler; la faida di Padberg, conosciuta anche come faida di Korbach, durò dal 1413 al 1418. Ogni anno, nel giorno della ricorrenza di Santa Regina, il 20 giugno, viene celebrata una messa con una processione nella città anseatica di Korbach, in memoria di questa faida.
Nel 1424 Enrico ed il figlio Volrado ipotecarono metà dei loro possedimenti a vita al langravio Luigi I d'Assia per la cifra di 22.000 fiorini. Luigi saldò la cifra e i castellani, vassalli, cittadini e plebei delle aree cedute gli resero omaggio. Gli arcivescovi Corrado di Magonza e Dietrich di Colonia, nelle loro funzioni di amministratori dell'Arcidiocesi di Paderborn, obiettarono alla cessione ed Enrico e Volrado ritrattarono, affermando che avevano promesso i territori a Magonza con un trattato precedente. Nel 1426 diedero le terre in ipoteca a Magonza per 18.000 fiorini, aprendo i loro castelli ai due arcivescovi; questi eventi furono tra le cause dello scoppio della guerra magonzo-assiana del 1427. Corrado offrì a Luigi I d'Assia di restituirgli i suoi 22.000 fiorini, ma la proposta non venne accettata; Luigi dichiarò guerra all'arcivescovado il 21 luglio 1427. Enrico e Volrado combatterono al fianco dell'Elettorato di Magonza, ma persero ed Enrico dovette restituire il denaro al Langravio. Infine, nel 1438, Enrico VII fu obbligato a riconoscere Luigi I d'Assia come suo signore feudale.

## Matrimonio e discendenza
Nel 1398 Enrico sposò Margherita di Nassau-Wiesbaden-Idstein. Ebbero tre figli:
- Volrado I (circa 1399 - dopo il 1475), che sarebbe succeduto al padre nel titolo di conte di Waldeck-Waldeck; sposò la contessa Barbara di Wertheim ed ebbe discendenza;
- Elisabetta (m. 1460-1464), sposò Giovanni di Ziegenhain e Nidda;
- Margherita (m. circa 1464), sposò il conte Enrico XI di Honstein-Klettenberg.